# Lynchage de Deborah Samuel Yakubu
Le lynchage de Deborah Samuel Yakubu se produit le 12 mai 2022 à Sokoto, au Nigeria. Deborah, une étudiante chrétienne de l'école Shehu-Shagari, est lapidée puis brûlée par une dizaine d'étudiants musulmans qui l'accusent d'avoir manqué de respect au prophète Mahomet dans un message posté sur la messagerie WhatsApp. L'affaire choque la société nigériane et engendre une vague de violence à Sokoto au cours de l'enquête judiciaire. Le meurtre s'inscrit dans une série d'actes anti-chrétiens, qui se multiplient au Nigeria depuis plusieurs années.

## Lynchage
Deborah Samuel Yakubu est une étudiante en économie de l'école Shehu-Shagari de Sokoto, la capitale de l'État de Sokoto, dans le nord du Nigeria. Le 12 mai 2022, elle publie sur un groupe WhatsApp estudiantin un message qui provoque la colère de nombreux étudiants musulmans pour son caractère qu'ils jugent offensant envers Mahomet, le prophète de l'islam. L'étudiante a en fait demandé à ses collègues d’arrêter de publier des messages à caractère religieux sur ce groupe, exclusivement dédié aux études en théorie. Deborah, dont la vie est menacée, doit se réfugier auprès des responsables éducatifs qui la mettent à l'abri dans le poste de sécurité de l'école mais plusieurs étudiants en forcent l'entrée et s'emparent d'elle avant de la frapper et de la lapider à mort.
Le corps de Deborah est ensuite battu et fouetté par une foule chauffée à blanc qui scande « Allahu akbar » puis son corps est brûlé à l'aide de pneus usagés auxquels est mis le feu. La scène est filmée et partagée sur les réseaux sociaux.

## Réactions et enquête
Le meurtre de Deborah est condamné par le président Muhammadu Buhari.
L'école est fermée par l'administration locale pour permettre à l'enquête de se dérouler. Grâce à la vidéo du lynchage partagée sur les réseaux sociaux, deux suspects sont arrêtés rapidement par la police. Ces arrestations provoquent des manifestations réunissant des centaines de personnes le 14 mai à Sokoto pour réclamer leur libération et l'arrêt des poursuites. Certains manifestants sont armés, d'autre brandissent des pancartes affichant des messages tels que « Libérez nos frères musulmans » (en anglais : « Release Our Muslim brothers ») ou « Les musulmans ne sont pas des terroristes » (« Muslims Are Not Terrorists »). Une partie d'entre eux se rend au palais du sultan de Sokoto Sa'adu Abubakar (en), qui a publiquement condamné le meurtre et demandé le jugement des coupables. Les forces de sécurité font usage de gaz lacrymogène et de tirs de sommation pour faire reculer la foule. Les manifestants se rendent ensuite dans le centre-ville de Sokoto où ils s'en prennent à des églises et à des commerces tenus par des chrétiens. La rue Ahmadu Bello Way, où se trouvent des lieux de cultes de plusieurs dénominations chrétiennes, est investie et plusieurs personnes tentent d'incendier l'église catholique St. Mary avant d'être repoussées par la police.
Le gouverneur de l'État, Aminu Waziri Tambuwal, décrète un couvre-feu de 24 heures et lance un appel au retour de la paix, de la loi et de l'ordre. Face à la violence, l'évêque de Sokoto, Matthew Kukah (en), appelle les chrétiens au calme et à la prière. Il condamne dans un communiqué les attaques contre les édifices catholiques de la ville, dont la cathédrale de la Sainte-Famille. Ces événements sont condamnés par les autorités civiles et religieuses, y compris musulmanes, du Nigeria. L'association nigériane des écrivains pour les droits de l'Homme (Human Rights Writers Association of Nigeria, HURIWA) demande que les auteurs du crime soient traités comme des terroristes.
Deborah Samuel Yakubu est inhumée le 14 mai 2022 au cimetière chrétien de Tunga Magajiya, dans l'État de Niger, dont elle était originaire.
Quelques jours plus tard, à Maiduguri dans le nord du pays, une autre femme est à son tour accusée de blasphème : la police parvient à disperser la foule avant qu'elle ne soit blessée.